# La Belle des belles
Pour plus de détails, voir Fiche technique et Distribution.
La Belle des belles (titre original : La donna più  bella del mondo) est un film italo-français réalisé par le réalisateur américain Robert Z. Leonard en 1955 et sorti en 1956 en France.

## Synopsis
La vie de Lina Cavalieri depuis les premières représentations de  stornelli et de chansons dans les petits théâtres de province, jusqu'à son succès de grande chanteuse d'opéra.

## Fiche technique
- Titre français : La Belle des belles
- Titre italien : La donna più bella del mondo
- Réalisation : Robert Z. Leonard
- Scénario : Cesare Cavagna, Liana Ferri, Frank Gervasi, Maleno Malenotti, Luciano Martino, Mario Monicelli, Piero Pierotti, Franco Solinas, Giovanna Soria
- Musique : Renzo Rossellini
- Montage : Eraldo Da Roma
- Production : Maleno Malenotti
- Langue : italien
- Pays d'origine :  Italie /  France
- Durée : 107 minutes
- Genre : Drame
- Dates de sortie : 
  - Italie : 21 octobre 1955
  - France : 16 mars 1956
  - États-Unis : 5 février 1958
- Affiche : Jean Mascii (France)

## Distribution
- Gina Lollobrigida : Lina Cavalieri, une petite chanteuse de café concert qui devient une célèbre chanteuse d'opéra
- Anne Vernon : Carmela
- Vittorio Gassman : le prince Sergeï Pariatine, un noble russe qui la découvre, tombe amoureux d'elle et la lance
- Robert Alda : le maestro Giovanni Dora
- Tamara Lees : Manolita
- Peter Trent : le vicomte Jacques de Turenne
- Valeria Fabrizi
- Gino Sinimberghi : le ténor Mario Silvani

## Voix françaises
- Claire Guibert : Lina
- Rene Beriard  : le prince Sergeï
- Gabriel Cattand: Maitre Doria
- Fred Pasquali
- Fernand Rauzena
- Jean Berton
- Roger Treville
- Claude Bertrand